# Beierius
Beierius es un género de arácnido del orden Pseudoscorpionida de la familia Cheliferidae.

## Especies
Las especies de este género son::
- Beierius aequatorialis Vachon, 1944
- Beierius semimarginatus Beier, 1959
- Beierius simplex Beier, 1955
- Beierius walliskewi (Ellingsen, 1912)
  - Beierius walliskewi legrandi
  - Beierius walliskewi longipes
  - Beierius walliskewi walliskewi